# دافيتشي

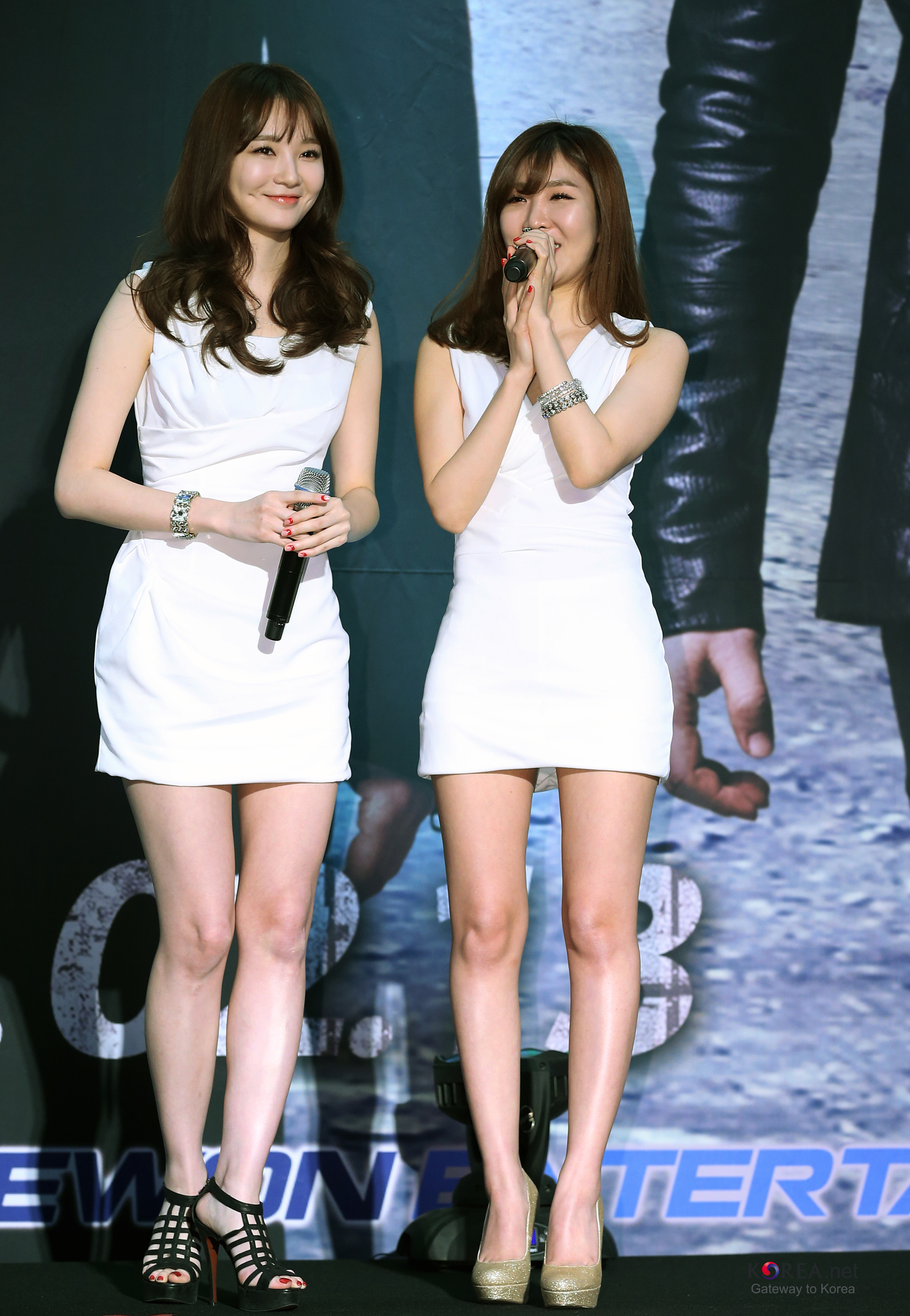

دافيتشي (هانغل: 다비치) هم فرقة بوب و بالاد ثنائية من كوريا الجنوبية ظهروا لأول مرة سنة 2008 عن طريق شركة كور كونتيتس ميديا وحالياً في سي جي إيه. الثنائي مكون من لي هايري و كانغ مين كيونغ. إسمهم دافيتشي مأخوذ من كلمة كورية تعني "الإشراق فوق كل شيء). 

## الحفلات
- Davichi 1st Concert "The Premiere Wide Hole" In Seoul (2009)
- Davichi Christmas Concert In Seoul (2010)
- Davichi Concert "To Send" (2011)
- Davichi Code (2013)
- Davichi Concert "Winter Hug" (2015)
- Davichi In Tempo 2016 <50XHALF>
- Davichi OST & Greatest Hits Live in Singapore 2017

## الألبومات الموسيقية
- Amaranth (2008)
- Mystic Ballad (2013)

## الأعمال

### البرامج التيلفيزونية
| السنة | العنوان             | القناة | الأعضاء       | ملاحظات                                   |
| ----- | ------------------- | ------ | ------------- | ----------------------------------------- |
| 2011  | Immortal Songs 2    | KBS2   | كانغ مينكيونغ | متسابقة                                   |
| 2015  | King of Mask Singer | MBC    | كانغ مينكيونغ | الحلقة 17–18 "Cotton Candy Come For Walk" |
| 2016  | Duet Song Festival  | MBC    | كانغ مينكيونغ | متسابقة مع كيم مين هو الحلقة 29-30        |
| 2017  | King of Mask Singer | MBC    | لي هايري      | الحلقة 101–104 "Puss in Boots is Sing"    |

## وصلات خارجية
- دافيتشي على موقع ميوزك برينز (الإنجليزية)
- دافيتشي على موقع ديسكوغز (الإنجليزية)